# Pityusen

Ligging van Pityusen ten opzichte van de rest van de Balearen.

Met Pityusen of Pitiusen (Spaans: Las Islas Pitiusas, Catalaans: Illes Pitiüses) wordt een subgroep van de eilandengroep de Balearen aangeduid.
Deze subgroep bestaat uit Ibiza, met de omliggende kleinere eilanden, en Formentera met de omliggende kleinere eilanden.

## Naamgeving
Pityusen is afgeleid van van het Grieks  πιτυοῦσσαι (νῆσοι) pituoussai (nesoi), "pijnboomrijke (eilanden)", van πιτύα pitúa, pijnboom. Plinius de Oudere gaf deze naam naar aanleiding van de vele pijnboombossen die hij op het eiland ontwaarde.